# Veronica officinalis
Veronica officinalis é uma espécie de planta com flor pertencente à família Scrophulariaceae. 
A autoridade científica da espécie é L., tendo sido publicada em Species Plantarum 1: 11. 1753.
Os seus nomes comuns são carvalhinha, chá-da-europa, rua-dos-leprosos, verónica-da-alemanha, verónica-das-boticas, verónica-das-farmácias ou verónica-macho.

## Portugal
Trata-se de uma espécie presente no território português, nomeadamente em Portugal Continental, no Arquipélago dos Açores e no Arquipélago da Madeira.
Em termos de naturalidade é nativa das três regiões atrás indicadas.

## Protecção
Não se encontra protegida por legislação portuguesa ou da Comunidade Europeia.